# Українська книжка року 2015

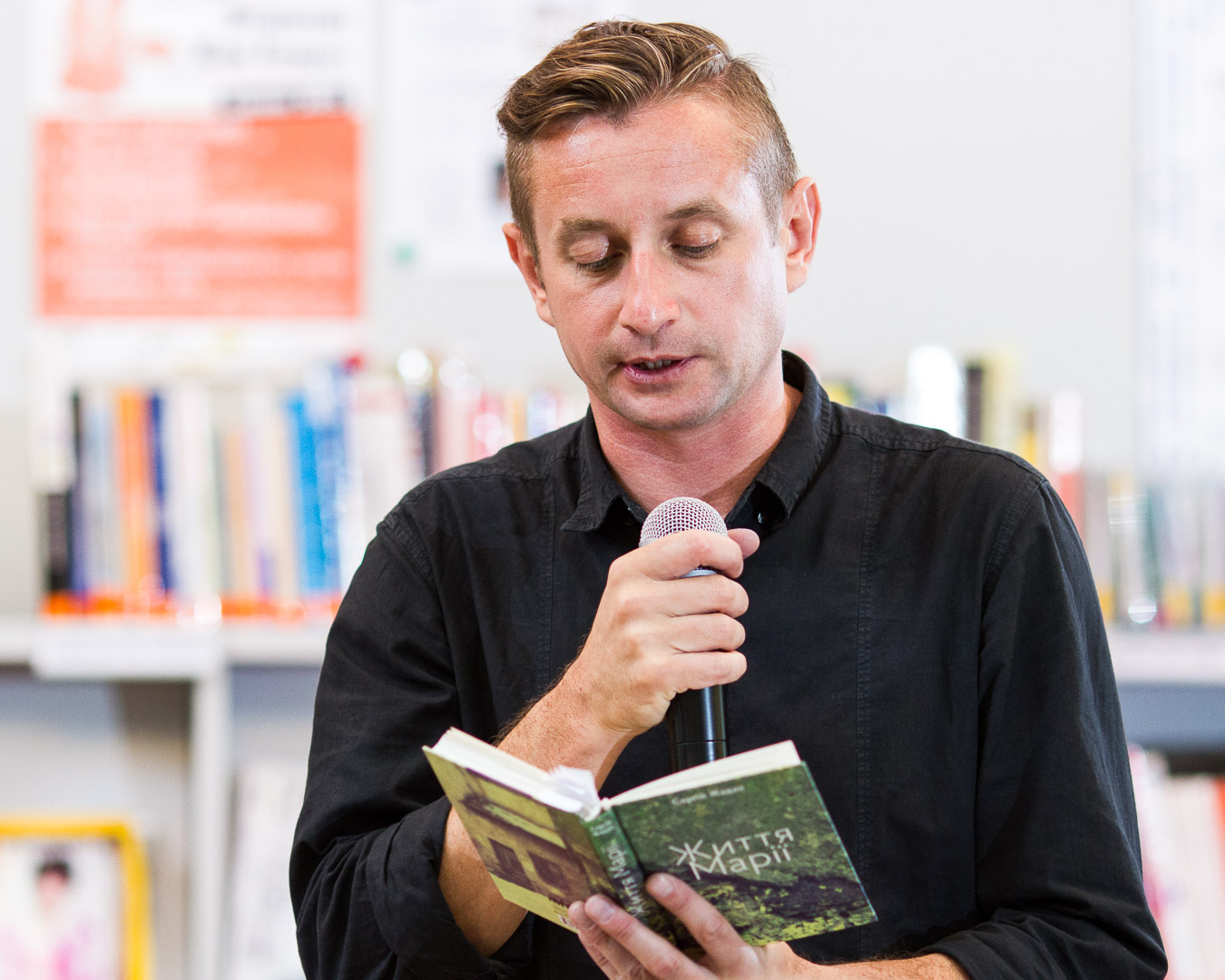
Лауреат Премії Сергій Жадан за книгу «Месопотамія»

«Українська книжка року» 2015 року — щорічна премія Президента України, що присуджена з метою відзначення авторів, видавництв та видавничих організацій, які зробили значний внесок у популяризацію української книжки та розвиток вітчизняної видавничої справи у 2015 році.
До Комітету зі щорічної премії Президента України «Українська книжка року» були розглянуті та допущені 106 видань, поданих на конкурс у 2015 році, яким пропонується присудити премію. Найбільше — 40 у номінації «За сприяння у вихованні підростаючого покоління», а також — по 33 художні твори класичної та сучасної української прози, поезії, українських перекладів художньої літератури в решти двох номінаціях.

## Пропозиції до присудження премії
4 лютого 2016 року Комітет з присудження щорічної премії Президента України «Українська книжка року» шляхом таємного голосування визначив видання, подані для участі у конкурсі, яким пропонується присудити премію за 2015 рік:
- тритомник «Самотність пророка або Добрий Ангел Івана Франка», «Поет і владика», «Доктор і професор» (автор Левко Різник, державне підприємство "Всеукраїнське спеціалізоване видавництво «Світ») — у номінації «За видатні досягнення у галузі художньої літератури».

- «Вулицями старого Києва», (автор Ольга Друг, державне підприємство "Всеукраїнське спеціалізоване видавництво «Світ») — у номінації «За вагомий внесок у розвиток українознавства».

- «З Божого саду. Рослини і тварини у Святому письмі» (автор Андрій Топачевський, національне видавництво дитячої літератури «Веселка») — у номінації «За сприяння у вихованні підростаючого покоління»[1].

## Лауреати премії
29 липня 2016 року Президент України Петро Порошенко підписав Указ "Про присудження щорічної премії Президента України «Українська книжка року», яким відзначив авторів, видавництва та видавничі організації за значний внесок у популяризацію української книжки та розвиток вітчизняної видавничої справи:
- У номінації «За видатні досягнення у галузі художньої літератури» присуджено Сергію Вікторовичу Жадану за книгу «Месопотамія» та видавництву "Книжковий клуб «Клуб Сімейного Дозвілля», що її видав.

- У номінації "За вагомий внесок у розвиток українознавства нагороджено автора видання «Українські народні головні убори» Галину Григорівну Стельмащук та "Видавництво «Апріорі», яке видало книгу.

- У номінації «За сприяння у вихованні підростаючого покоління» звання лауреата премії отримали автор Віталій Дмитрович Рогожа  та "Видавничо-книготорговельна компанія «Самміт-книга» за книжкове видання «Запороги. Роман перший. Петро Сагайдачний»[2].

## Номінації

### За видатні досягнення у галузі художньої літератури
1. «Багряні журавлі» М.Іванченко, ФОП «В. М. Гавришенко»;
2. «У Києві» П.Вольвач, видавництво «Український пріоритет»;
3. «Грози над Туровцем» В. Даниленко, ЛА «Піраміда»;
4. «Кров-свята» В. Шовкошитний, видавництво «Український пріоритет»;
5. «Вогонь майданів і магнатів» С. Бондаренко, видавництво «Український пріоритет»;
6. «Борітеся-поборете! Поетика революції» укладач: О.Уліщенко, видавництво «Віват»;
7. «Визрівання» О. Жовна, видавництво «Імекс-ЛТД»;
8. «Маленький принц» Антуан де Сент-Екзюпері, видавництво «Час майстрів»;
9. «Маруся» Василь Шкляр, видавництво "Книжковий клуб «Клуб сімейного дозвілля»;
10. «Месопотамія» Сергій Жадан, видавництво "Книжковий клуб «Клуб сімейного дозвілля»;
11. «Оголений нерв» Світлана Талан, видавництво "Книжковий клуб «Клуб сімейного дозвілля»;
12. «Небратні» М. Кідрук, видавництво "Книжковий клуб «Клуб сімейного дозвілля»;
13. «Рабині й друзі пані Векли» О.Поляков, видавництво «КМ-Букс»;
14. «Война на три буквы» Е. Сергацкова, А. Чапай, В. Максаков, видавництво «Фоліо»;
15. «Данте Аліг'єрі. Божественна Комедія: Пекло» переклад: М. Стріха, видавництво «Астролябія»;
16. «Данте Аліг'єрі. Божественна Комедія: Чистилище» переклад: М. Стріха, видавництво «Астролябія»;
17. «Boa constrictor. Бориславські оповідання» Іван Франко, видавництво «Апріорі»;
18. «Бота-Фікс. Невидима нитка життя» Ю. Николишин, видавництво «Апріорі»;
19. «Шевченко Т. Г. Повісті. Художник. Близнюки. Прогулянка із задоволенням та не без моралі» переклад з рос. М. Чумарна, видавництво «Апріорі»;
20. «Межислів» В. Старун, видавництво «Терно-граф»;
21. «Утекти від себе» Г. Щипківський, видавництво «Астропринт»;
22. «Товтри. Роман у трьох книгах» Г. Щипківський, видавництво «Астропринт»;
23. «Де твій дім, Одіссею?» Т.Гаврилів, «Видавництво Анетти Антоненко»;
24. «Кримські елегії» В. Гук, видавництво «Гамазин»;
25. «Долі царів і царств. Таємниці життя царя Соломона» В. Чугунова, видавництво «Апогей ЛТД»;
26. «Непрості» Т. Прохасько, видавництво «Лілея-НВ»;
27. Дилогія «Честь і плаха. Сторінки невідомої історії часів великої Руїни (1664—1703 роки)» О. Дмитрук, видавництво «Державна картографічна фабрика»;
28. «Офіцер», «Золотий Вовк» О. Дмитрук, видавництво «Державна картографічна фабрика»;
29. «Сад Галатеї» В. Гук, видавництво «Український письменник»;
30. «Витязь у тигровій шкурі» Шота Руставелі (переклад М. Бажан), видавництво «Адеф-Україна»;
31. «Фархад і Ширін» Алішер Навої (переклад М. Бажан), видавництво «Адеф-Україна»;
32. «Клич Майдану. Літопис самовидця. Обличчя Майдану. Живопис, графіка» А. Цвід, М. Соченко, видавництво «Український пріоритет».

### За вагомий внесок у розвиток українознавства
1. «Енциклопедичний словник символів культури України» О. Потапенко, В. Коцура, В. Куйбіда, ФОП «В. М. Гавришенко»;
2. «Корсунські історії і легенди. Корсунські акварелі» Г. Жирний, ПП "Корсунський видавничий дім «Всесвіт»;
3. «Від антології до онтології: антологія як спосіб репрезентації української літератури кінця ХІХ-початку ХХІ століття» О. Галета, ТОВ «Смолоскип»;
4. «Дзеркала ідентичності. Дослідження з історії уявлень та ідей в Україні XVI — початку XVIII століття» Н. Яковенко, видавництво «Лаурус»;
5. «Козацький міф. Історія та націєтворення в епоху імперій» С. Плохій, видавництво «Лаурус»;
6. «Жіноче тіло у традиційній культурі українців» І. Ігнатенко, видавництво «Інтелектуальна книга»;
7. «Бандурне мистецтво українського зарубіжжя ХХ-початку ХХІ століття» В. Дутчак, видавництво «Фоліант»;
8. «Чернігівська Шевченкіана» колектив авторів, ПАТ "Поліграфічно-видавничий комплекс «Десна»;
9. «Ой ти соловейко. Українські народні пісні» Ніна Матвієнко, видавництво «Віват»;
10. «Україна. Все, що робить нас українцями» О. Лаврик, видавництво «Віват»;
11. «Кобзар» автор-упорядник: С. Гальченко, видавництво «Віват»;
12. «Скарби Херсонеса Таврійського» керівник проекту: Л. Жунько, видавництво «Мистецтво»;
13. «Кавалерія: від Єлисаветградського офіцерського кавалерійського училища до Української кіннотної військової школи ім. Будьонного 1850-і‑ 1930-і рр.» С. Шевченко, видавництво «Імекс-ЛТД»;
14. «Україна у вогні минулого століття» Я. Файзулін, В. Гінда, видавництво "Книжковий клуб «Клуб сімейного дозвілля»;
15. "Україна. Історія з грифом «Секретно» Володимир В'ятрович, видавництво "Книжковий клуб «Клуб сімейного дозвілля»;
16. «Роман Шухевич» О. Ісаюк, видавництво "Книжковий клуб «Клуб сімейного дозвілля»;
17. «Степан Бандера» М. Посівнич, видавництво "Книжковий клуб «Клуб сімейного дозвілля»;
18. «Вечірні світанки: Берибіське Гуляйполе, „Від Києва до Лубен“ і літературні візії» М. Наєнко, видавництво ВЦ «Просвіта»;
19. «Степан Бандера: людина і міф» Г. Гордасевич, видавництво «КМ-Букс»;
20. «З'єднання і військові частини сучасних Збройних Сил України в роки Другої світової війни: матеріали до формування української військової традиції» М. Слободянюк, О. Фешовець, видавництво «Астролябія»;
21. «Любов і творчість Софії Караффи-Корбут» Б. Горинь, видавництво «Апріорі»;
22. «Покутські вишивки Прикарпаття. Мистецтво геометричного орнаменту і колориту» І. Свйонтек, видавництво «Апріорі»;
23. «Галичина — український здвиг за матеріалами архіву Степана Гайдучка» упорядники: Ю. Николишин, І. Мельник, видавництво «Апріорі»;
24. «Олена Кульчицька (1877—1967). Графіка. Малярство. Ужиткове мистецтво» упорядники: Л. Кость, Т. Різун, видавництво «Апріорі»;
25. «Велич Карпат» Ю. Николишин, видавництво «Апріорі»;
26. «Благословенне місто Львів» Ю. Николишин, видавництво «Апріорі»;
27. «Українські народні головні убори» Г. Стельмащук, видавництво «Апріорі»;
28. «Карабелівка. Земля наших предків — земля наших нащадків» Г. Романенко, видавництво «Родовід»;
29. «Перелицьований світ Івана Котляревського: текст-інтертекст-контекст» Є. Нахлік, ДУ «Інститут Івана Франка НАН України»;
30. «Майдан. Нерозказана історія» С. Кошкіна, видавництво «Брайт Стар Паблішинг»;
31. "Мовноментальні особливості комунікаційної системи «Літературно-Наукового вістника» Л. Супрун, видавництво «Вінницька обласна друкарня»;
32. «Повій, вітре, або тіні незабутніх предків» В. Вітковський, видавництво «ТД „Едельвейс і К“;
33. „Сузір'я бершадських талантів“ П. Маніленко, видавництво „Вінницька газета“;
34. „Агроекологія“ О. Фурдиченко, видавництво „Аграрна наука“;
35. „Волинь. Час. Люди. Історія. Погляд крізь об'єктив“ керівник проекту: Л. Штогрина, видавництво „Волинська обласна друкарня“;
36. „Історія тексту. Джерелознавчі і текстологічні аспекти творчості П. Г. Тичини, В. М. Сосюри та Остапа Вишні“ С. Гальченко, видавництво „Наукова думка“ НАН України»;
37. «Українська мова: сьогодення й історична перспектива» О. Ткаченко, видавництво «Наукова думка» НАН України";
38. «Історія Криму в запитаннях та відповідях» керівник авторського колективу: О. Галенко, видавництво «Наукова думка» НАН України";
39. «Пересопницьке Євангеліє. Витоки і сьогодення», видавництво «Адеф-Україна»;
40. «Ігор Сікорський від Києва до Коннектикута, від неба до небес» за редакцією: І. Шпака, видавництво «Адеф-Україна».

### За сприяння у вихованні підростаючого покоління
1. «Про філателію всім» В. Чередниченко, видавництво «Смолоскип»;
2. Серія «Історія на власні очі»: «Твердині князів Острозьких» К. Липа, видавництво «Лаурус»;
3. Серія «Історія на власні очі»: «Козацька порохівниця» К. Липа, Л. Білоус, видавництво «Лаурус»;
4. Серія «Історія на власні очі»: «Світ Трипілля» М. Відейко, видавництво «Лаурус»;
5. «Три оповідки» Умберто Еко, видавництво «Лаурус»;
6. «Мій маленький Київ» А. Денисенко, видавництво «Лаурус»;
7. «Українська людина в європейському світі: виміри ідентичності» за редакцією: Тамара Смовженко, видавництво «УБС НБУ»;
8. «Географія. 6 клас» В. Бойко, С. Міхелі, видавництво «Сиция»;
9. «Атлас тварин» І. Тумко, видавництво «Віват»;
10. «Пригоди Аліси в Дивокраї» Льюїс Керрол, видавництво «Віват»;
11. «Гібридна війна: вижити і перемогти» Є. Магда, видавництво «Віват»;
12. «Казки» А. Макаревич, видавництво «Час майстрів»;
13. «Перемога або смерть: український визвольний рух у 1939—1960 роках» І. Патриляк, видавництво "Книжковий клуб «Клуб сімейного дозвілля»;
14. «Івасик Телесюк» А. Сіяніка, видавництво «КМ-Букс»;
15. «Зростаємо українцями» укладачі: Г. Тетельман, К. Шаповалова, видавництво «Юнісофт»;
16. «Різдвяна книжка» укладач: К. Шаповалова, видавництво «Юнісофт»;
17. «Дитячий фразеологічний словник» укладач: В. Борзова, видавництво «Юнісофт»;
18. «Скарбничка прислів'їв і приказок» укладач: В. Борзова, видавництво «Юнісофт»;
19. «Державна інформаційна політика: теоретико-методологічні засади» Ю. Нестеряк, видавництво «Національна академія державного управління при Президентові України»;
20. «Вступ до історії України» А. Закалюк, видавництво «Астролябія»;
21. «Історія України. 1914—2014. Матеріали до підручника для загальноосвітніх шкіл» за загальною редакцією: А. Козицького, видавництво «Астролябія»;
22. «Іван Франко-дітям» укладач: Д. Іваницька, видавництво «Апріорі»;
23. «Леся Українка -дітям» укладач: Д. Іваницька, видавництво «Апріорі»;
24. «Тарас Шевченко-дітям» укладач: Д. Іваницька, видавництво «Апріорі»;
25. «Діти і Дітлахи: образ дитини в образотворчому мистецтві XVII—XX ст.» упорядник: Х. Береговська, О. Гулка, видавництво «Апріорі»;
26. «Життя — Тобі…» упорядник: І. Калинець, І. Ключковська, видавництво «Апріорі»;
27. «Політ сокола» В. Федюк, видавництво «Місто»;
28. «Веселіться, верховинці» Ю. Драгун, видавництво «Карпати»;
29. «Загальне мовознавство. Практичні заняття, самостійна робота» Л. Супрун, видавництво «Знання»;
30. «Пригоди Романа та його друзів на Дріоді» В. Коляда, видавництво «Медобори-2006»;
31. «Злато Сонця, синь Води» Н. Дев'ятко, видавництво «Твердиня»;
32. Трилогія «Запороги»: «Петро Сагайдачний» книга 1. В. Рогожа, видавництво «Самміт-книга»[3].

## Джерело
- Премія Президента України «Українська книжка року» [Архівовано 28 січня 2017 у Wayback Machine.]